# تسخیرناپذیران (۱۹۵۹)
تسخیر ناپذیران (به انگلیسی: The Untouchables) یک مجموعه تلویزیونی آمریکایی بود که بر اساس زندگی و مبارزه مأمور ویژه پلیس شیکاگو الیوت نس و تیم همکارش در دهه ۱۹۳۰ با مجرمین سازماندهی شده و با گانگسترهایی چون آل کاپون بود. فیلم در سالهای ۱۹۵۹ تا ۱۹۶۳ توسط شبکه ای بی سی به نمایش درآمد. بازیگر نقش الیوت نس هنرپیشه آمریکایی رابرت ستاک بود.
این مجموعه بر اساس کتابی به همین نام (The Untouchables) ساخته شد و در سال ۱۹۸۷ فیلم سینمایی تسخیرناپذیران به کارگردانی برایان دو پالما ساخته شد.